# 次の滝
次の滝（つぎのたき）は和歌山県有田郡有田川町延坂にある落差約46mの滝である。那智滝の次に落差があるとして次の滝と名付けられたとされる。

## 概要
次の滝は江戸時代の地誌書「紀伊国名所図会」に、「此滝、那智の滝に次ぐを以て、次滝という。げに、この瀧は那智につぐべく、此瀧に次ぐ瀧はあらざるべし」と記述されている。延坂の滝とも言い、滝の主は、ウナギだと言われている。展望台が整備されており、裏側からも滝を見ることができる。

## 交通アクセス
- JR藤並駅からタクシーで30分、徒歩5分